# Mondello (Einheit)
Der Mondello war ein italienisches Flächen-, ein Volumen- und Gewichtsmaß.

## Flächenmaß
Das Maß als Flächenmaß galt in Palermo auf Sizilien.
- 1 Mondello = 4 Carozzi = 272,8575 Quadratmeter[1]
- 1 Tomolo = 4 Mondelli = 1091,43 Quadratmeter

## Volumen- und Gewichtsmaß
Der Maß war auf der Insel Malta und Gozo verbreitet.
- 1 Mondello = 4 Roteli im Salzhandel

Beim Getreidehandel  hatte die Salma 16 Tumoli mit je 6 Mondelli, so 
- 1 Salma colma = 295,325 Liter, folgt 1 Mondello = 3,0763 Liter
- 1 Salma rasa = 254,434 Liter, folgt 1 Mondello = 2,65035 Liter